# Ryukyu Golden Kings
Los Ryukyu Golden Kings (en japonés 琉球ゴールデンキングス) son un equipo de baloncesto japonés con sede en la ciudad de Okinawa, en la prefectura de Okinawa, que compite en la B.League, la máxima competición de su país. Disputa sus partidos en el Okinawa Arena, con capacidad para 10.000 espectadores.

## Historia

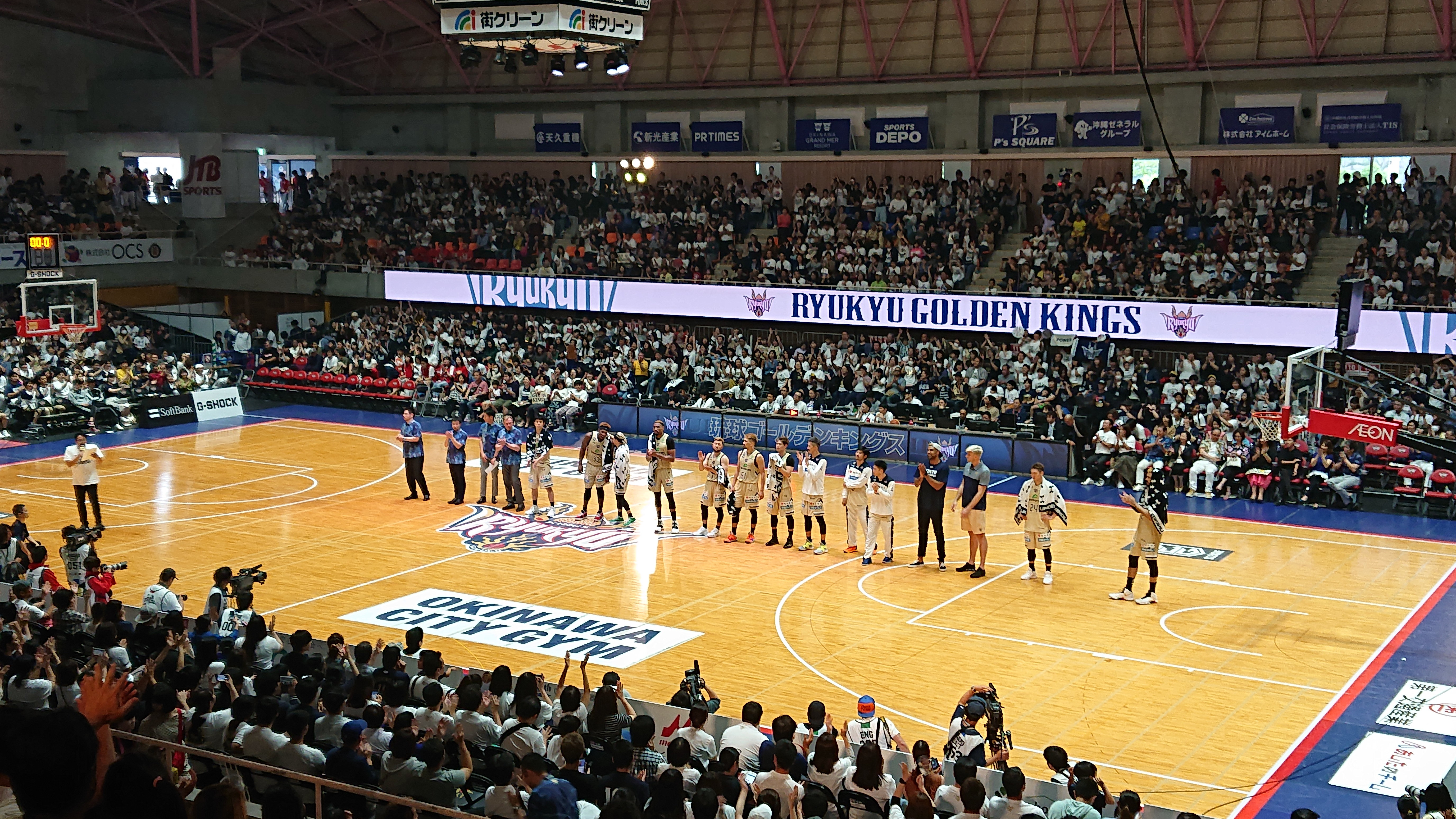
Ryukyu vs. Nagoya Diamond Dolphins, 2.º partido semifinales 2018-19.

En diciembre de 2005, la ciudad de Okinawa comenzó a trabajar para crear un equipo profesional de baloncesto que representara a la ciudad y al archipiélago de Ryukyu. En octubre de 2006 se completó el proceso para participar en la Bj League y nació Okinawa Basketball Co., empresa que debía gestionar el nuevo equipo, que tomó el nombre de Ryukyu Golden Kings.
El equipo debutó en la Bj League 2007-08 y jugó hasta su última edición, la temporada 2015-16, logrando cuatro títulos, lo que le valió el título de equipo más laureado en la historia de la liga. Su primer título llegó al final de la temporada 2008-09: los Kings ganaron 12 partidos consecutivos al inicio de la temporada y 41 de 52 en la temporada regular. En las semifinales de los playoffs, derrotaron al Osaka Evessa, vigente campeón durante tres años consecutivos, y menos de 24 horas después, ganaron su primer título de la Bj League al derrotar al Tokyo Apache por 89-82 en la final.
En 2011, participaron en el Campeonato de Clubes ABA, un torneo asiático organizado por la Asociación Asiática de Baloncesto (ABA), una asociación privada independiente de FIBA Asia, pero perdieron en semifinales. Sin embargo, en la liga BJ 2011-12, los Kings llegaron de nuevo a la final por el título, donde vencieron 89-73 a los vigentes campeones durante dos años, Hamamatsu Higashi Mikawa Phoenix.
El 11 de mayo de 2014, los Kings se convirtieron en el primer equipo de baloncesto profesional en la historia de Japón en tener una asistencia de más de 100.000 espectadores durante una temporada. Además, al final de la temporada 2013-14 de la BJ League, el equipo se convirtió en campeón de la liga por tercera vez, derrotando a los Akita Northern Happinets 103-89 en la final.
En la temporada 2015-2016, última en la que se disputó la Bj League, los Kings, tras quedar en el segundo puesto de su conferencia, se mantuvieron invictos en los playoffs desde los octavos de final y tras la victoria ante los Toyama Grouses en la final, por 86-74, conquistaron por cuarta vez, en nueve ediciones en las que participaron en el campeonato, el título de campeones de la liga.
Desde 2016, el equipo juega en la B.League, la máxima categoría del campeonato japonés de baloncesto, creada mediante la fusión de las ligas anteriores activas en Japón. Los Kings también fueron elegidos, como últimos campeones de la B.League, para disputar el partido inaugural de la nueva liga contra el Alvark Tokyo.
En septiembre de 2018 participó en el torneo internacional The Terrific 12, disputado en Macao, donde primero logró llegar a la final y luego ganar el torneo tras derrotar al equipo chino de los Guangzhou Loong Lions, por 85-76; concluyendo el torneo invicta.
En la temporada 2022-23, tras finalizar por cuarto año consecutivo en el primer puesto de la Conferencia Oeste de la Liga B1, venció en los play-offs en cuartos de final a los Kawasaki Brave Thunders y en semifinales a los Yokohama B-Corsairs, en ambos casos con un 2-0 en la serie. El equipo llegó a la final por el título donde le esperaban los Chiba Jets Funabashi. En la serie disputada al mejor de tres partidos, se impuso por 96-93 en el primer partido, tras doble prórroga, y por 88-73 en el segundo, conquistando así la victoria del primer título de la Liga B1.

## Palmarés

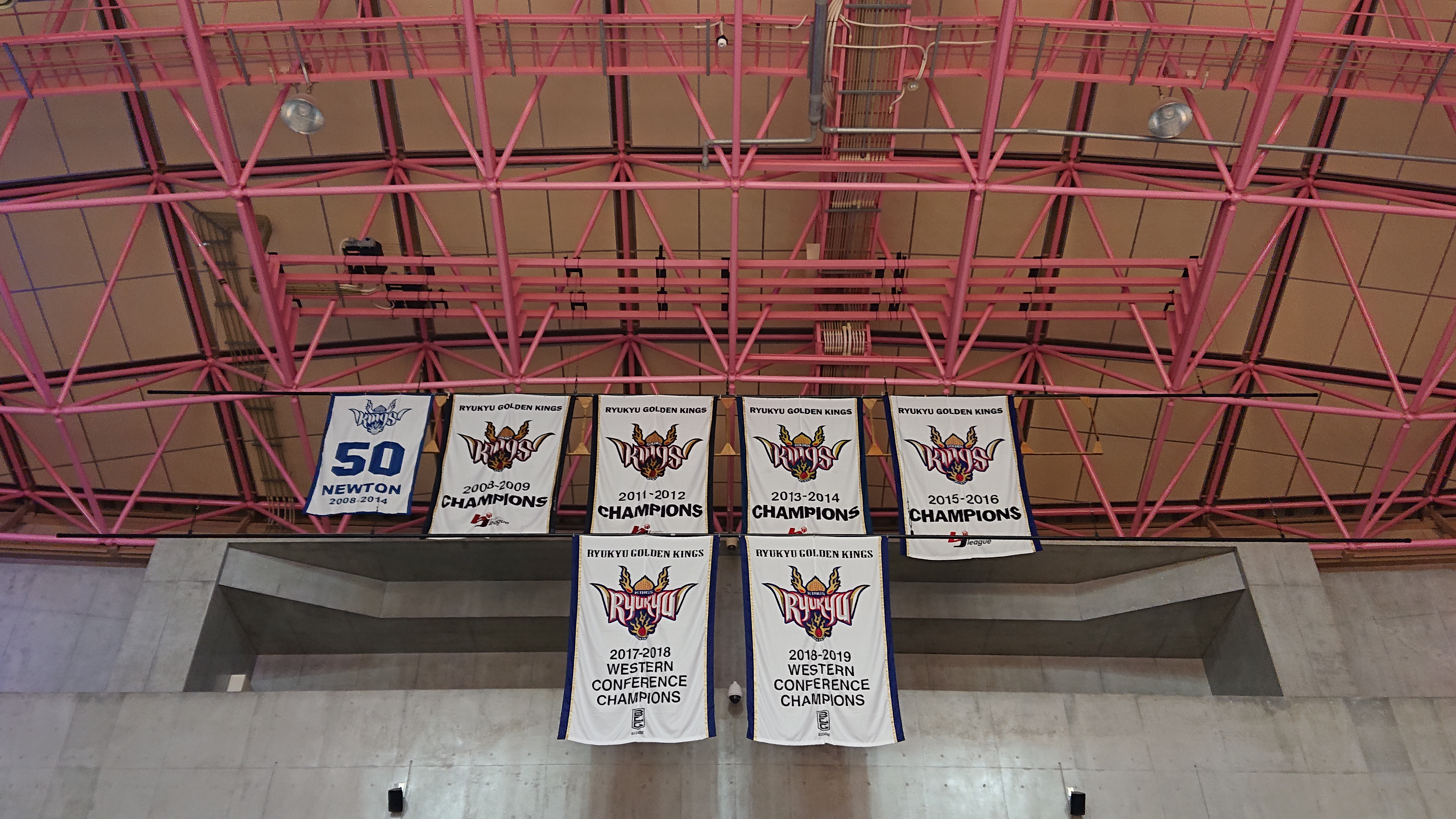
Banner de los títulos de los Ryukyu Golden Kings, en el Okinawa City Gymnasium.

### Competiciones nacionales
- B1 League: 1

2022-23
- Bj league: 4

2008-09, 2011-12, 2013-14, 2015-16
- Copa del Emperador: 1

2025

### Competiciones internacionales
- East Asia Super League: 1

2018